# Sebastian Nađ
Sebastian Nađ (30 maggio 1997) è un lottatore serbo, specializzato nella lotta greco-romana, campione iridato nei -67 kg a Belgrado 2022.

## Biografia
Si è messo in mostra a livello giovanile conquistando il bronzo agli europei under 23 di Szombathely 2017 e l'argento a quelli di Novi Sad 2019.
Ai mondiali di Belgrado 2022 ha ottenuto la medaglia d'oro, sconfiggendo nell'ordine l'algerino Abdeldjebar Djebbari, il rumeno Răzvan Arnăut, l'armeno Hrachya Poghosyan e l'azero Taleh Məmmədov.

## Palmarès
| Anno | Manifestazione | Sede        | Evento | Risultato | Note |
| ---- | -------------- | ----------- | ------ | --------- | ---- |
| 2017 | Europei U23    | Szombathely | 66 kg  | Bronzo    |      |
| 2017 | Mondiali U23   | Bydgoszcz   | 66 kg  | 22º       |      |
| 2018 | Europei U23    | Istanbul    | 67 kg  | 5º        |      |
| 2018 | Mondiali U23   | Bucarest    | 67 kg  | 14º       |      |
| 2019 | Europei U23    | Novi Sad    | 67 kg  | Argento   |      |
| 2019 | Europei        | Bucarest    | 72 kg  | 14º       |      |
| 2019 | Mondiali U23   | Budapest    | 67 kg  | 18º       |      |
| 2021 | Mondiali       | Oslo        | 67 kg  | 8º        |      |
| 2022 | Europei        | Budapest    | 67 kg  | 5º        |      |
| 2022 | Mondiali       | Belgrado    | 67 kg  | Oro       |      |
| 2023 | Europei        | Zagabria    | 67 kg  | 12º       |      |